# Школа управления Hertie
Школа управления Hertie (англ. Hertie School of Governance) — частный университет в Берлине (Германия). Университет был основан в 2003 году фондом Hertie. С 4 сентября 2008 года размещается на Фридрихштрассе. Обучение ведётся на английском языке.
Школа управления Херти названа в честь немецкого предпринимателя Германа Тица (имя Херти образовано от его имени, HERmann TIEtz).
Университет проводит обучение по магистерским программам, программам обучения руководителей и докторским программам. С момента своего основания школа приняла студентов из более чем 95 стран. Школа Hertie имеет государственную аккредитацию и аккредитацию Немецкого научного совета.
С 2011 года университет сотрудничает с ESCP Europe Business School Berlin. В рамках этого сотрудничества реализуется программа обмена очными курсами по менеджменту для студентов обоих университетов. Начиная с 2011 года, участники программ «European Executive MBA» в ESCP Europe и «Executive Master of Public Administration» в Hertie School могут посещать отдельные факультативные курсы в партнерском университете. Аналогичные программы обмена существуют также с Копенгагенской школой бизнеса и Бернским университетом.
В 2018 году обучение в университете проходили порядка 600 студентов.

## Репутация и рейтинги
По состоянию на 2025 год университет занимает 122 место в Германии, 856 место в Европе, 2503 место в мире в рейтинге SAA Best University Rankings. 
В 2024 году рейтинге EduRank университет занял 827 место в Европе (из 2 785 университетов), 106 место в Германии (из 369 немецких университетов) и 9 место в Берлине (из 36 берлинских университетов).  
В рейтинге World University Rankings & Reviews университет занимает 120 место в Германии и 2068 место в мире. 